# Makdiops mahishasura
Makdiops mahishasura is een spinnensoort in de familie van de Selenopidae. De spin komt voor in India.
Het dier behoort tot het geslacht Makdiops. De wetenschappelijke naam van de soort werd voor het eerst geldig gepubliceerd in 2011 door Sarah C. Crews & Harvey.